# Revolta de Żeligowski

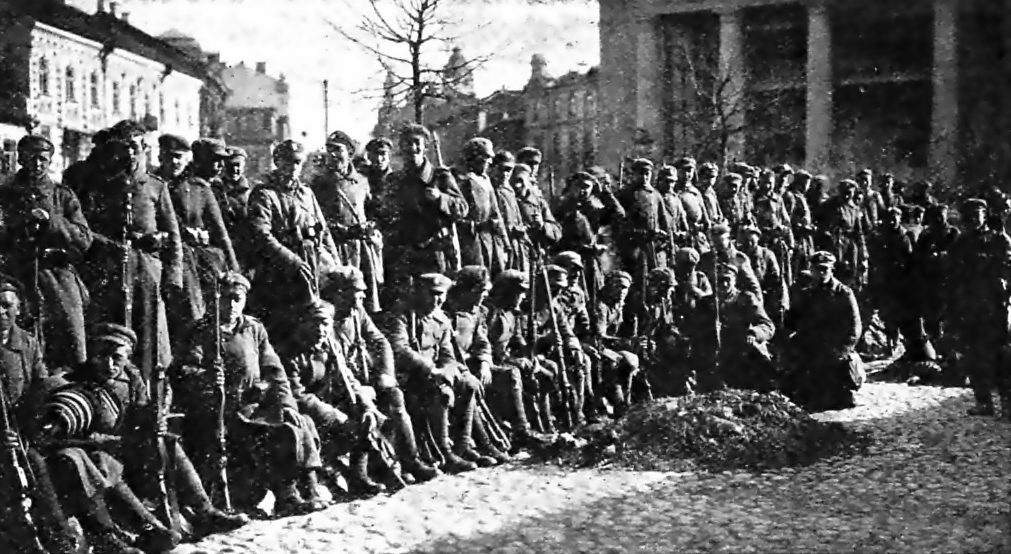
Soldados poloneses em Vilnius em 1920

A Revolta de Żeligowski ou Motim de Żeligowski (polonês: bunt Żeligowskiego, também żeligiada, lituano: Želigovskio maštas) foi uma operação de bandeira falsa polonesa liderada pelo general Lucjan Żeligowski em outubro de 1920, que resultou na criação da República da Lituânia Central. O chefe de Estado polonês Józef Piłsudski ordenou sub-repticiamente que Żeligowski realizasse a operação e revelou a verdade apenas vários anos depois. A área foi formalmente anexada pela Polônia em 1922 e reconhecida pela Conferência dos Embaixadores como território polonês em 1923. A decisão não foi reconhecida pela Lituânia, que continuou a reivindicar Vilnius e a região de Vilnius, e pela União Soviética.